# Ключ (иероглифика)
Традиционная культура Китая выработала оригинальный и очень последовательный целостный образ бытия, данного в системе знаков. Он служил основанием всех путей и способов объяснения мира, всех научных теорий, он был истоком символов и образов художественной традиции Китая. Мы имеем дело по существу с классификацией вещей, которая связывала воедино культуру, природу человека и космос. Культура представляет нам мир, сведенный к знакам. Этот «мир в знаках» есть система, в котором присутствует порядок. Знаки ценны не сами по себе, а по отношению к другим знакам. Этим объясняется твердая вера в магическую силу иероглифической надписи и даже любого письменного слова.

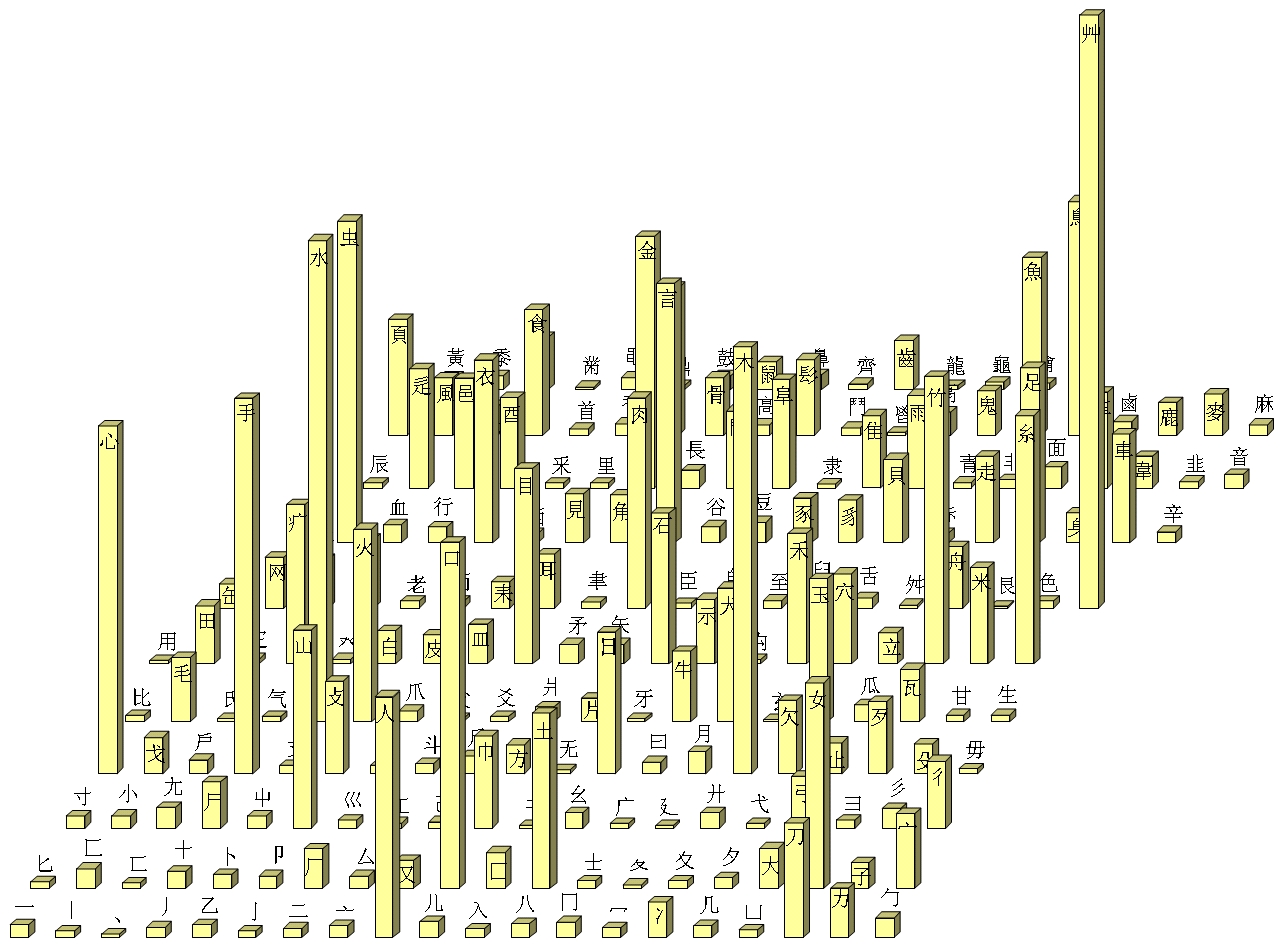
Распределение 214 ключей по частотности в словаре «Кан си».

Иероглифи́ческий ключ (детерминати́в, радика́л, определи́тель, кит. трад. 部首, пиньинь bùshǒu, палл. бушоу) — графический элемент (графема) или простой иероглиф китайской письменности (кит. трад. 文, пиньинь wén, палл. вэнь), из которых состоят сложные иероглифы (кит. трад. 字, пиньинь zì, палл. цзы). Может выступать в качестве смыслового или фонетического показателя, выражает основное его значение, указывает на принадлежность предмета, обозначенного этим иероглифом, к определённому предметному классу.

## История вопроса
В разные эпохи количество ключей варьировало. В древнем словаре «Шо вэнь цзе цзы», составленном в 121 г. до н. э., их 540, в словаре «Канси» — 214, принятая в КНР в 1983 году «Сводная таблица ключей китайских иероглифов» (汉字统一部首表) включает 201 знак.
В некоторых иероглифах ключи постепенно утратили первоначальную роль смыслового определителя, а сами иероглифы стали обозначать другие понятия. Стало затруднительно узнать, почему у данного иероглифа именно такой ключ. Например, в словарях есть очень схожий с ключом «Луна» 月 ключ «Мясо» ⺼ (ròu, он же кит. трад. 肉, пиньинь ròu, палл. жоу как самостоятельный иероглиф). Изображение его в современных словарях не отличить от ключа «Луна», но в классических словарях эти ключи разделяются. Существуют и другие примеры разнописаний и видоизменений иероглифических ключей.

## Определения
Востоковед А. Я. Шер определяет ключевой знак как элемент простого иероглифа, не имеющий смыслового значения, например, ключ «Крюк» (иер. 亅), либо как простой иероглиф в его полном (или упрощённом) начертании, имеющий определённое смысловое значение.
В узком смысле ключом считается тот элемент иероглифа, который выступает в качестве тематического классификатора, указывая, к какой сфере относится значение иероглифа. На основе этого принципа построены иероглифические словари китайского, японского и корейского языков, в которых иероглифы группируются согласно одному из составляющих их ключей. Определение главного ключа не всегда очевидно, поэтому в словаре часто помещают таблицу сложнонаходимых ключей.
Не следует путать ключ с «фонетиком» — элементом идеофонограммы, указывающим на звучание иероглифа. В иероглифическом минимуме из 1945 иероглифов начитывается около 130 фонетиков. Например, фонетик 可(ка) указывает на чтение иероглифов 河, 何, 歌, 珂, 荷, 苛, 呵, 訶, 軻, 柯, 哥.

## Графика
Место ключа в иероглифе чётко определено — чаще он располагается в его левой части, иногда — в правой части, реже вверху или внизу, но в особых случаях, чтобы не нарушать красоту равнонаполненности пространства и симметрии знака, ключу в иероглифе отводится определённое место.
Ключ в иероглифе нередко записывается в сокращённой форме, например, ключ 水 — в сокращённой форме 氵, которая на путунхуа называется «сань дянь шуй» (кит. трад. 三點水, упр. 三点水, пиньинь sāndiǎnshuǐ, буквально: «три капли воды»). Другие ключи или их сокращённые формы в этом языке также нередко имеют названия, приведённые, например, в советском четырёхтомном «Большом китайско-русском словаре» (1983—1984 гг. издания), а также в «таблице названий элементов китайского иероглифа» многотиражного китайского словаря «Сяньдай ханьюй цыдянь».

## Поиск иероглифа по ключу
В словарях китайского языка, например, в авторитетном «Сяньдай ханьюй цыдянь», помещается таблица для поиска иероглифов по ключу (кит. упр. 部首查字表). Если в иероглифе несколько ключей, то при поиске в таблице порядок их выбирания: левый, правый, верхний, нижний, внешний, внутренний. Если ключ не ясен, то иероглиф в таблице ищется по начальной черте. Китайские школьники изучают метод поиска иероглифа в словаре по ключу (кит. упр. 部首查字法) в начальных классах, после метода фонетического поиска (пиньинь).

## Другие системы
Кроме упорядочивания иероглифов по ключам, существуют и другие системы их сортировки, например: по первой черте, по четырём углам, по общему числу черт, фонетическая (по чтению иероглифа), а также используемая в «Большом китайско-русском словаре» русская графическая система Васильева—Пещурова—Розенберга—Колоколова.